# David Tom
David Tom (Hinsdale, Illinois; 23 de marzo de 1978) es un actor estadounidense, más conocido por haber interpretado a Billy Abbott en la serie The Young and the Restless.

## Biografía
Es hijo de Charles Tom y Marie Tom, su hermana mayor es la actriz, Heather Tom y su hermana melliza es la actriz Nicholle Tom.
Es buen amigo de los actores Aaron Paul, Shane West y del productor de televisión Kevin McGinley.

## Carrera
En 1989 se unió al elenco principal de la serie A Brand New Life interpretando a Bart McCray, hasta el final de la serie en 1990.
En 1992 se unió al elenco de la película Stepfather III donde dio vida a Andy Davis, el hijo paralizado de Christine Davis (Priscilla Barnes). Ese mismo año se unió a la película Stay Tuned donde interpretó a Darryl Knable, el hijo de Roy (John Ritter) y Helen Knable (Pam Dawber). David también fue narrador en la película.
En 1993 interpretó a Willi Mülelr, el hermano de Peter Müller (Robert Sean Leonard) en la película Swing Kids.
El 26 de julio de 1999 se unió al elenco principal de la serie The Young and the Restless donde interpretó a William "Billy" Abbott, hasta el 15 de agosto del 2002; posteriormente David regresó a la serie del 7 de enero del 2014 donde volvió a interpretar a Abbott hasta el 3 de febrero del mismo año. Posteriormente Billy fue interpretado por el actor Ryan Brown de 2002 hasta el 2003, Scott Seymour en el 2006, por el actor Billy Miller del 2008 al 2014 y por Burgess Jenkins del 2014 al 2016, actualmente Billy es interpretado por el actor Jason Thompson desde el 2016.
El 11 de marzo del 2004 apareció en la serie One Life to Live donde interpretó a Paul Cramer, el medio hermano de Kelly Cramer, hasta ese mismo año. David rehresó a la serie en mayo del 2005 después de que su personaje apareciera en flashbacks y en sueños. Previamente el papel de Paul fue interpretado por el actor Brock Cuchna del 2003 al 2004 y posteriormente fue interpretado por el actor Shane McRae en el 2004. Papel que interpretó nuevamente en la serie All My Children.
En 2006 apareció como personaje recurrente en la segunda temporada de la serie Veronica Mars interpretando a Chip Diller, el presidente de la casa "Pi Sig", hasta el 2007.
En 2011 apareció como invitado en la popular serie CSI: Crime Scene Investigation donde interpretó al criminal Allen Krick.

## Filmografía

### Series de televisión
| Año               | Título                         | Personaje              | Notas                                          |
| ----------------- | ------------------------------ | ---------------------- | ---------------------------------------------- |
| 2015              | NCIS                           | Maple                  | episodio "Lockdown"                            |
| 2015              | NCIS: New Orleans              | Phil Burke             | episodio "Rock-a-Bye-Baby"                     |
| 1999 - 2002, 2014 | The Young and the Restless     | William "Billy" Abbott | 304 episodios                                  |
| 2012              | 90210                          | Gerente del Club       | episodio "Should Old Acquaintance Be Forgot?"  |
| 2011              | CSI: Crime Scene Investigation | Allen Krick            | episodio "73 Seconds"                          |
| 2010              | Roommates                      | Brady                  | 6 episodios                                    |
| 2008              | Criminal Minds                 | Georgie Galen          | episodio "Damaged"                             |
| 2007              | Supernatural                   | Curtis                 | episodio "Tall Tales"                          |
| 2006 - 2007       | Veronica Mars                  | Chip Diller            | 7 episodios                                    |
| 2004              | All My Children                | Paul Cramer            | 16 episodios                                   |
| 1999              | Cousin Skeeter                 | Joe Steele             | episodio "Dirty Laundry"                       |
| 1999              | Party of Five                  | Heath                  | 2 episodios                                    |
| 1998              | Maggie                         | Billy Dreyer           | episodio "The Other Woman"                     |
| 1998              | Nothing Sacred                 | Rudy                   | episodio "Sex, God and Reality"                |
| 1995              | Sister, Sister                 | Denny                  | episodio "Private School"                      |
| 1993              | Dr. Quinn, Medicine Woman      | Lewis Bing             | 3 episodios                                    |
| 1993              | Quantum Leap                   | Daniel Burke           | episodio "The Beast Within - November 6, 1972" |
| 1990              | Get a Life                     | Otto                   | episodio "Dadicus"                             |
| 1989 - 1990       | A Brand New Life               | Bart McCray            | 6 episodios                                    |
| 1989              | Just the Ten of Us             | Niño                   | episodio "A Couple of Swells"                  |
| 2004, 2005        | One Life to Live               | Paul Cramer            | -                                              |

### Películas
| Año  | Título          | Personaje        | Notas |
| ---- | --------------- | ---------------- | --- |
| 2013 | P endejo        | George           | junto a Raja Fenske, Fernanda Romero, Danny Trejo, Laksh Singh, Darlene Vazquetelles, Sevier Crespo y Danso Gordon |
| 2011 | Love Begins     | Daniel Whittaker | junto a Wes Brown, Julie Mond, Abigail Mavity, Jere Burns, Nancy McKeon y Steffani Brass                           |
| 2004 | The Hazing      | Jacob            | junto a Brad Dourif, Brooke Burke-Charvet, Nectar Rose, Philip Andrew, Tiffany Shepis, Jeremy Maxwell y Parry Shen |
| 1999 | Holy Joe        | David Cass       | junto a John Ritter, Meredith Baxter, Joanna Garcia, Terrence Currier y Linda Purl                                 |
| 1997 | Walking Thunder | Jacob McKay      | junto a James Read, John Denver, Irene Miracle, Christopher Neame y Kevin Conners                                  |
| 1995 | Roommates       | Michael          | junto a Peter Falk, D.B. Sweeney, Julianne Moore, Ellen Burstyn, Jan Rubes y Noah Fleiss                           |
| 1993 | Swing Kids      | Willi Müller     | junto a Robert Sean Leonard, Christian Bale, Frank Whaley, Barbara Hershey, Kenneth Branagh y Tushka Bergen        |
| 1992 | Stay Tuned      | Darryl Knable    | junto a John Ritter, Pam Dawber, Jeffrey Jones, Eugene Levy, Heather McComb y Bob Dishy                            |
| 1992 | Stepfather III  | Andy Davis       | junto a Robert Wightman, Priscilla Barnes, Season Hubley, John Ingle, Stephen Mendel y Jay Acovone                 |

### Productor
| Año  | Título   | Notas                            |
| ---- | -------- | -------------------------------- |
| 2012 | Laid Off | 2 episodios - productor asociado |

## Premios y nominaciones
| Año  | Categoría                                                                                                 | Premio                  | Serie / Películas          | Resultado |
| ---- | --- | ----------------------- | -------------------------- | --------- |
| 2001 | Outstanding Younger Actor in a Drama Series                                                               | Daytime Emmy Award      | The Young and the Restless | Nominado  |
| 2001 | Outstanding Younger Lead Actor                                                                            | Soap Opera Digest Award | The Young and the Restless | Nominado  |
| 2000 | Outstanding Younger Actor in a Drama Series                                                               | Daytime Emmy Award      | The Young and the Restless | Ganador   |
| 2000 | Outstanding Male Newcomer                                                                                 | Soap Opera Digest Award | The Young and the Restless | Ganador   |
| 1994 | Outstanding Youth Ensemble in a Motion Picture (junto a Christian Bale, Robert S. Leonard y Frank Whaley) | Young Artist Award      | Swing Kids                 | Nominados |
| 1993 | Best Young Actor in a Cable Movie                                                                         | Young Artist Award      | Stepfather III             | Nominado  |
| 1993 | Best Young Actor Co-starring in a Motion Picture                                                          | Young Artist Award      | Stay Tuned                 | Nominado  |